# George Nehm
George Nehm es un deportista brasileño que compite en vela en la clase Soling. Ganó tres medallas en el Campeonato Mundial de Soling entre los años 2004 y 2018.

## Palmarés internacional
| Campeonato Mundial | Campeonato Mundial     | Campeonato Mundial | Campeonato Mundial |
| Año                | Lugar                  | Medalla            | Clase              |
| ------------------ | ---------------------- | ------------------ | ------------------ |
| 2004               | Porto Alegre (Brasil)  | Medalla de bronce  | Soling             |
| 2007               | San Isidro (Argentina) | Medalla de oro     | Soling             |
| 2018               | San Isidro (Argentina) | Medalla de bronce  | Soling             |